# Lilltjärnen (Alanäs socken, Jämtland, 711033-149857)
Lilltjärnen är en sjö i Strömsunds kommun i Jämtland och ingår i Ångermanälvens huvudavrinningsområde. Sjön har en area på 0,06 kvadratkilometer och ligger 460,7 meter över havet. Sjön avvattnas av vattendraget Kvarnån.

## Delavrinningsområde
Lilltjärnen ingår i det delavrinningsområde (710888-149898) som SMHI kallar för Mynnar i Flåsjön. Medelhöjden är 420 meter över havet och ytan är 13,9 kvadratkilometer. Det finns inga avrinningsområden uppströms utan avrinningsområdet är högsta punkten. Kvarnån som avvattnar avrinningsområdet har biflödesordning 4, vilket innebär att vattnet flödar genom totalt 4 vattendrag innan det når havet efter 213 kilometer. Avrinningsområdet består mestadels av skog (78 procent). Avrinningsområdet har 0,06 kvadratkilometer vattenytor vilket ger det en sjöprocent på 0,4 procent.